# Palacio de Oleśnica

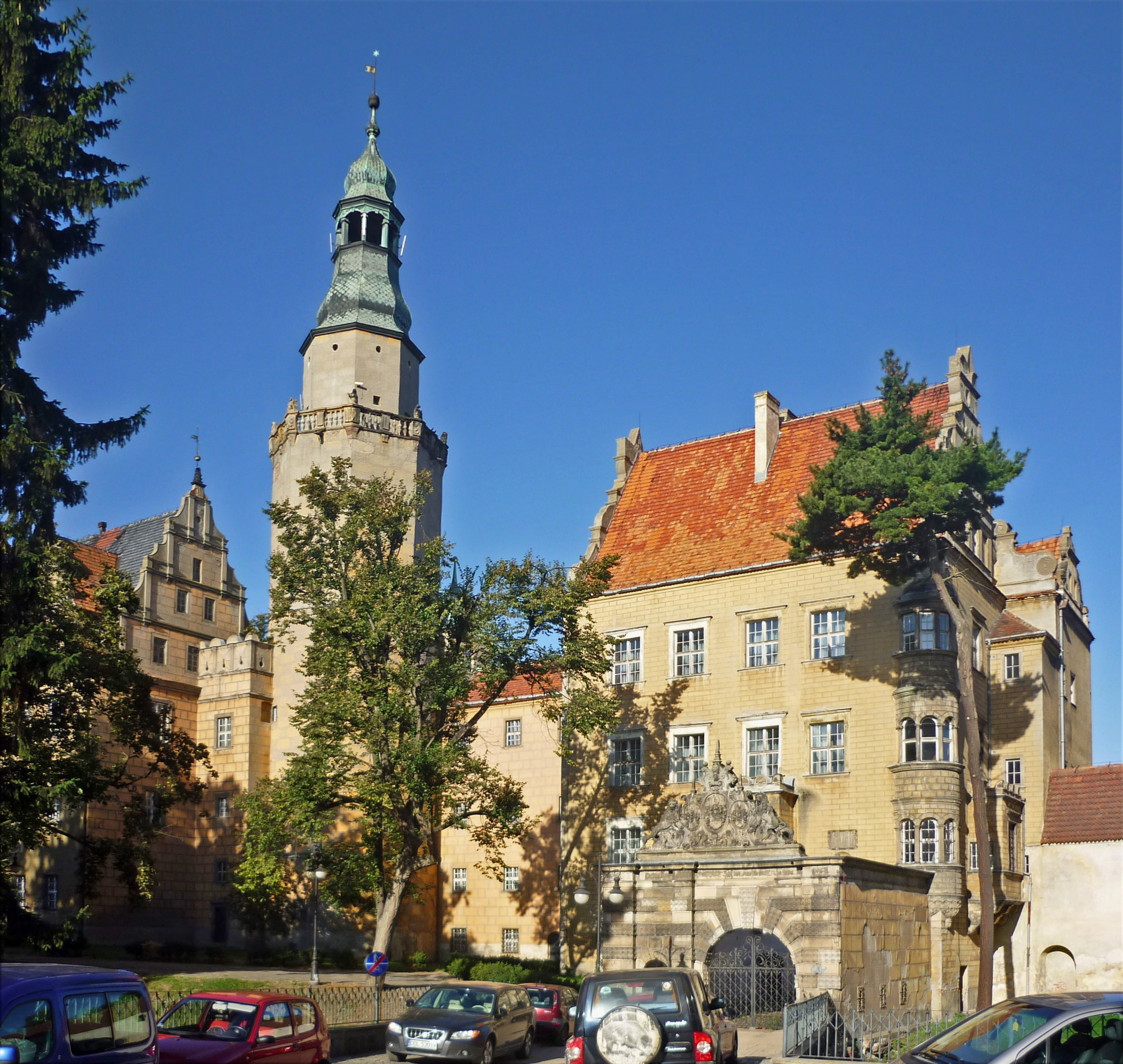
Entrada principal del Castillo.

El Palacio de Oleśnica (en polaco: Zamek oleśnicki) se halla en Oleśnica, voivodato de Baja Silesia, en el suroeste de Polonia. 

## Historia
Fue erigido en 1542-1561, reemplazando a una fortaleza gótica del siglo XIII. Fue la sede de los Duques de Oleśnica hasta el siglo XIX. Un asentamiento fortificado era mencionado antes del año 1238, y el primer registro del castillo data de 1292. Después de la II Guerra Mundial, los edificios supervivientes albergaron a prisioneros de guerra húngaros e italianos. Después se instaló la rama soviética del Comité Internacional de la Cruz Roja. En la década de 1970 el palacio fue objeto de otra renovación y se convirtió en una rama del Museo Arqueológico de Breslavia, hasta que fue cerrado en 1993. Desde entonces ha estado ocupado por el Cuerpo Voluntario de Trabajo.